# جوردن فاندنبرغ
جوردن فاندنبرغ (بالإنجليزية: Jordan Vandenberg)‏ مواليد 25 مارس 1990، هو لاعب كرة سلة أسترالي بدأ مسيرته الاحترافية في سنة 2014. يبلغ طوله 7 قدم 1 بوصة (2.2 م).

## روابط خارجية
- جوردن فاندنبرغ على موقع كلية كرة السلة في سبورتس رفرنس.كوم (الإنجليزية)
- جوردن فاندنبرغ على موقع ريلجم (الإنجليزية)
- جوردن فاندنبرغ على موقع بروبوليرز (الإنجليزية)